# OpenAtom Foundation
OpenAtom Foundation(中:开放原子开源基金会)は、オープンソースプロジェクトの発展を支援することを目的として設立された非営利団体。

## 目的
ソフトウェア、ハードウェア、半導体、コンテンツを含む様々なオープンソースプロジェクトに中立的な知的財産の管理を提供し、プロジェクトの持続的な発展を支援することと、コミュニティを通じて資金、技術、法律、財務の面などでプロジェクトをサポートすることとしている。

## 歴史
2020年6月、中国初のオープンソース財団として、アリババ、百度、ファーウェイ、インスパー、奇虎360、テンセント、招商銀行によって共同で設立された。

## プロジェクト
情報は2022年3月現在のもの。
- AliOS Things - IoT向けに開発されたLinuxベースのオペレーティングシステム
- TencentOS Tiny - IoT向けに開発されたリアルタイムオペレーティングシステム
- Openharmony - マイクロカーネルを採用したオペレーティングシステム
- OpenEuler - サーバー、組み込み向けのLinuxディストリビューション。ファーウェイからソースの寄贈を受け発足[4]。
- PIKA - 大容量のデータの取り扱いに最適化されたRedis互換のデータベース
- TKEStack - Kubernetesコンテナの管理プラットフォーム。テンセントからソースの寄贈を受け発足[5]。
- ZNBase - 分散データベース
- UBML - インスパーによって開発されたモデリング言語
- hapjs- Webベースの簡易アプリケーションの統一規格
- XuperChain（名称変更待ち）- 百度によって開発されたブロックチェーン